# Державний морський університет імені адмірала Федора Ушакова
Державний морський університет імені адмірала Федора Ушакова — федеральна державна бюджетна освітня установа вищої освіти. Розташований в Новоросійську. Готує різних фахівців для цивільного і торгового флоту. Підготовка кадрів для морського транспорту ведеться у відповідності з Державними освітніми стандартами, узгодженими з вимогами Міжнародної конвенції про підготовку і дипломування моряків та несення вахти (ПДНВ) Міжнародної морської організації (ІМО). В університеті викладають понад 300 викладачів. Серед них 29 докторів наук і професорів, 198 кандидатів наук і доцентів.

## Історія
У 1966 році було розроблено технічне завдання на проектування 1-ї черги комплексу будівель Новоросійського вищого інженерного морського училища (НВІМУ), також назву ВУЗУ отримав при розробці первинної проектної документації.
1 вересня 1975 року утворюється новоросійське вище інженерне морське училище імені адмірала Ф. Ф. Ушакова (НВІМУ). У грудні 1992 року НВИМУ отримав статус академії, і він став іменуватися Новоросійською державною морською академією (НДМА). Начальником академії з 2000 по 2011 рр. був Кондратьєв Сергій Іванович, який з березня 2011 року він вже є заступником керівника Федерального агентства морського і річкового транспорту. З березня 2011 року виконуючим обов'язки начальника академії був Маричев Ігор Васильович. З 2011 року навчальному закладу присвоєно статус університету, відтепер він називається Державний Морський Університет імені адмірала Ф. Ф. Ушакова (ДМУ). На початку 2012 року Сергій Іванович, повернувся в університет, який очолює донині.

## Університет сьогодні

Головна будівля університету

Державний морський університет імені адмірала Ф. Ф. Ушакова є найбільшим навчальним закладом водного транспорту і єдиним вищим навчальним закладом на Півдні Росії, що випускає морських фахівців для судноплавних компаній, суднобудівних і судноремонтних заводів, підприємств водного транспорту, портів і транспортних терміналів.

### Міжнародне співробітництво
Міжнародна діяльність Державного морського університету ім. адмірала Ф. Ф. Ушакова здійснюється у відповідність з прийнятими Вченою Радою пріоритетними напрямами розвитку університету і організовується Управлінням міжнародної діяльності. Деякі зарубіжні вищі навчальні заклади-партнери університету:
- Wessex Institute of Technology (Велика Британія)
- Chabahar Higher Education Center for Maritime and Marine Sciences (Іран)
- Institute of Maritime Law (Велика Британія)
- Каспійський державний університет технологій та інжинірингу імені Есенова (Казахстан)
- Danish Maritime University (Данія)
- Svendborg International Maritime Academy (Данія)

У Державному морському університеті створений відділ сприяння працевлаштуванню випускників. Для проведення змагань спортивних збірних команд університет орендує зали, закуповує форму та інвентар. Університет має три студентські гуртожитки.

## Структура університету

### Факультети
Університет готує кадри за 14 спеціальностями вищої професійної освіти. Вона включає в себе 6 факультетів і 1 інститут, 36 кафедр.
- Факультет експлуатації водного транспорту і судноводіння
- Судномеханічний факультет
- Інститут морського транспортного менеджменту, економіки і права
- Факультет військового навчання
- Заочний факультет
- Інститут підвищення кваліфікації
- Факультет середнього професійної освіти та довузівської підготовки

Крім того, до складу Університету входить школа і Морський коледж (з 2012 року), що здійснює підготовку за програмами освіти 10-11 класів.

### Філії
Університет має низку філій на території РФ. Серед них:
- філія в місті Севастополь — Кримська філія
- філія в місті Ростов-на-Дону — Ростовська філія

## Ректори університету
1. к. т. н., доцент Удалов Володимир Іванович (1975-1984)[1]
2. д. т. н., професор Гузєєв Володимир Тихонович (1984-1985)
3. к. т. н., доцент Меньшенин Олег Иасонович (1986-1997)
4. д. т. н., професор Гуцуляк Василь Миколайович (1998-1999)
5. д. т. н., професор Кондратьєв Сергій Іванович (з 1999)[2]

## Сертифікація та акредитація
Відповідно до ліцензії Міносвіти РФ академія веде підготовку за програмами середньої та вищої професійної освіти, а також за програмами додаткової і післявузівської освіти. Державні дипломи і сертифікати академії відповідають вимогам міжнародних Конвенцій і визнаються усіма країнами світу. За морськими спеціальностями академія акредитована в Раді Європи і Міжнародної морської організації.